# Воскресенское (Хабаровский край)
Воскресе́нское — село в Ульчском районе Хабаровского края. Входит в состав Сусанинского сельского поселения.

## Население
| 1869 | 1911 | 1992 | 2002 | 2010 | 2011 | 2012 |
| ---- | ---- | ---- | ---- | ---- | ---- | ---- |
| 50   | ↗90  | ↗137 | ↘111 | ↘23  | →23  | →23  |
| 2021 |      |      |      |      |      |      |
| ↘0   |      |      |      |      |      |      |